# 快楽主義
快楽主義（かいらくしゅぎ、英: hedonism）は、感覚的な快楽を幸福と捉え、これを産出する行為を正しい・善いとみなす倫理学上の立場であり幸福主義の一種である。
快楽主義はその存在の側面と当為の側面から二種に分けられる。
享楽主義とも。

## 心理的快楽主義
人間は自分が快いと思うように行為する、という人間観である。（心理的利己主義参照）

## 倫理的快楽主義
人間は快楽を産出する行為をなすべきである、という規範である。
そのなすべき行為のために考慮する快楽が自分自身のものだけであるかという利己主義、当該行為に関わる人々すべてのものであるかという功利主義で区別される。

### エピクロス
エピクロスとエピクロス派は最も有名な古代の快楽主義者である。エピクロスは哲学的思索の内にこそ最高の快楽が含まれると考え、身体の健康や精神の平静を奨励した。倫理的利己主義の一種。

### 功利主義
快楽主義を主張し社会の原理として提唱したのがベンサムの功利主義である。彼は、快楽を強度、持続性、確実性、遠近性など七つの尺度で計算できるとし、その総計を社会全体において最大化する（最大多数の最大幸福）行為を善悪の基準とみなした。
J.S.ミルはベンサムの快楽主義を修正し、快楽にも質の差（高卑）があり単純には計算できないとする質的快楽主義を主張した。

## 快楽主義への批判

### 快楽主義のパラドクス
行為に結果として付随するはずの快楽そのものを目的として得ようと努力すればするほどかえって快楽を得るのは難しくなる、という逆説。
例えば、スポーツで最も快い瞬間は脇目もふらずそれに打ち込んでいる時であるが、快楽を気にしすぎていてはスポーツに熱中できず、従って快楽を目指していない時のほうがかえって多量の快楽を得ることが出来る、というもの。

### 自然主義的誤謬
G.E.ムーアは、善を自然物によって定義する態度を自然主義的誤謬と呼び批判した。快楽主義は「善とは快である」とする倫理学説であるので自然主義的誤謬にあたる。